# Arroyo Ñorquincó
El Ñorquincó es un arroyo que se encuentra en las provincias de Río Negro y Chubut en la Patagonia, República Argentina. Es tributario del río Chubut.

## Toponimia
Ñorquincó es una voz mapuche cuyo significado es Agua de Ñorquin, vegetal abundante en la zona, utilizado para la fabricación del instrumento musical ñorquin, de ahí su nombre. Actualmente este nombre alude también al apio doméstico.

## Recorrido
Nace al norte de la localidad homónima, recorre en sentido norte - sur. A la altura de la localidad de Cushamen, recibe al arroyo homónimo. Luego, continúa su curso hasta que en cercanías de la localidad de Fofo Cahuel, desemboca (junto con el río Chico) en el río Chubut.